# REVTeX
REVTeX es una colección de LaTeX macros mantenida y distribuida por la American Physical Society con archivos auxiliares y una guía de usuario, como parte de las herramientas de REVTeX. REVTeX es utilizada para enviar artículos a revistas especializadas publicadas por la American Physical Society (APS), el American Institute of Physics (AIP), y la Optical Society of America (OSA). REVTeX también es aceptada por otras publicaciones técnicas.
Tras el lanzamiento inicial de REVTeX y el éxito de APS con este programa de publicación electrónica, se inició un esfuerzo colaborativo entre la APS, AIP, OSA y la American Astronomical Society (AAS) para coordinar una revisión de REVTeX y AASTeX (utilizado por los autores de AAS). El resultado fue una versión de REVTeX que los autores de APS, AIP y OSA podían utilizar, con un impacto mínimo para los autores que enviaban a múltiples revistas académicas.
REVTeX fue creado por APS para apoyar a sus autores en el proceso editorial y para facilitar la producción de las revistas de APS.
REVTeX se distribuye bajo la licencia LaTeX Project Public License.

## Historia
El proyecto REVTeX comenzó en 1986, cuando la American Physical Society estaba explorando cómo apoyar la presentación electrónica estandarizada de artículos científicos. Lanzaron la versión inicial de REVTeX en 1988, nombrándola como una abreviatura de las revistas Physical Review y el sistema de composición tipográfica TeX. Según APS, a principios de la década de 1990, las presentaciones en REVTeX representaban alrededor del 25% de las presentaciones a las revistas de APS.
Historial de versiones:
- 1988 – Lanzamiento inicial.[1]
- Marzo de 1990 – Lanzamiento de la versión 2.[1]
- Noviembre de 1992 – Lanzamiento de la versión 3.0.[3]
- Agosto de 1996 – Lanzamiento de la versión 3.1.[4]
- Julio de 2001 – Lanzamiento de la versión 4.0.[5]
- Marzo de 2010 – Lanzamiento de la versión 4.1.[6]
- Enero de 2019 – Lanzamiento de la versión 4.2.[7]